# Тебібайт
Тебібайт (тера бінарний байт) — одиниця вимірювання цифрової інформації. Визначена міжнародною електротехнічною комісією (МЕК). Коротке позначення — ТіБ.
Двійковий префікс тебі означає множення на 240, тому:
1 тебібайт = 240 байтів = 1 099 511 627 776 байтів = 1 024 гібібайтів
Тебібайт близький до Терабайту (ТБ), відповідної одиниці в десятковій системі, яка визначена як 1012 байт. Звідси виходить що один тебібайт приблизно рівний 1.1 ТБ. Іноді терабайт використовують як синонім тебібайту. (див. Застосування двійкових і десяткових префіксів).